# بیماری التهابی روده
بیماری‌های التهابی روده (به انگلیسی: Inflammatory bowel disease) یا (IBD) به گروهی از بیماری‌ها گفته می‌شود که سبب التهاب جدار روده بزرگ و روده باریک می‌گردند. شایع‌ترین این بیماری‌ها عبارت‌اند از: بیماری کولیت زخمی و بیماری کرون. این دو بیماری از جهاتی دارای شباهت‌هایی هستند. هر دو بیماری موجب التهاب جدار روده‌ها می‌شوند. البته تفاوت‌های زیادی در مورد مناطق درگیر و عمق التهاب بین این دو بیماری وجود دارد. در برنامه درمانی دو بیماری مشابهت‌های فراوانی وجود دارد.
یک نکته مهم که باید به آن توجه داشت این است که: بیماری کرون علاوه بر آنکه روده بزرگ و روده باریک را تحت تأثیر قرار می‌دهد، همچنین می‌تواند بر دهان، مری، معده و مقعد نیز اثر بگذارد، در حالی که کولیت زخمی در درجه اول روده بزرگ و راست روده را تحت تأثیر خود قرار می‌دهد.

## همه‌گیرشناسی
بیماری‌های التهابی روده در سال ۲۰۱۳ در سطح جهانی منجر به ۵۱ هزار مورد مرگ و میر و در سال ۱۹۹۰ منجر به ۵۵ هزار مورد مرگ و میر شده‌است. افزایش میزان ابتلا به بیماری‌های التهابی روده از زمان جنگ جهانی دوم، مرتبط با افزایش مصرف گوشت در سراسر جهان شناخته شده‌است که حمایت‌کننده این ادعاست که مصرف پروتئین‌های حیوانی با بیماری‌های التهابی روده در ارتباط است.
بیماری‌های التهابی روده در اروپا افزایش یافته‌است..

## تشخیص
تشخیص بیماری های التهابی روده معمولاً از طریق بیوپسی های گرفته شده در طول کولونوسکوپی تأیید می شود. کالپروتکتین مدفوع می تواند یک بررسی اولیه برای نشان دادن احتمال بیماری های التهابی روده باشد، زیرا حساس است اما منحصر به بیماری های التهابی روده نیست .

#### طبقه بندی
بیماری های التهابی روده یک بیماری خود ایمنی است که در آن سیستم ایمنی بدن به عناصر دستگاه گوارش حمله می کند. دو نوع اصلی بیماری های التهابی روده بیماری کرون (CD) و کولیت اولسراتیو (UC) هستند. سایر شرایطی که به عنوان بیماری های التهابی روده شناخته می شوند یا مشابه هستند عبارتند از کولیت میکروسکوپی، کولیت کلاژنی، کولیت لنفوسیتی، کولیت انحرافی، بیماری بهجت و غیره.

#### تشخیص های افتراقی
تمایز بین بیماری کرون و کولیت اولسراتیو می تواند چالش برانگیز باشد زیرا علائم مشابهی دارند. تشخیص قطعی ممکن است در 10-15 درصد موارد امکان پذیر نباشد . برای تمایز بین این دو، پزشکان محل و ماهیت تغییرات التهابی را در نظر می گیرند. بیماری کرون می تواند هر بخشی از دستگاه گوارش را درگیر کند، در حالی که کولیت اولسراتیو محدود به روده بزرگ و راست روده است. از نظر میکروسکوپی، کولیت اولسراتیو مخاط را تحت تأثیر قرار می دهد، در حالی که بیماری کرون ضخامت کامل دیواره روده را تحت تأثیر قرار می دهد. هر دو بیماری می توانند با تظاهرات خارج روده ای ظاهر شوند، اما نسبت ها متفاوت است.
سایر شرایطی که می توانند با بیماری کرون اشتباه گرفته شوند عبارتند از بیماری بهجت و بیماری سلیاک، در حالی که شرایطی که می توانند کولیت اولسراتیو را تقلید کنند عبارتند از کولیت حاد خود محدود شونده، کولیت آمیب، شیستوزومیازیس و سرطان روده بزرگ. شرایطی که می تواند باعث افزایش سطح کالپروتکتین مدفوع شود شامل اسهال عفونی، بیماری سلیاک درمان نشده، انتروکولیت نکروزان، فیبروز کیستیک روده و سلول های تومور نئوپلاستیک کودکان است.

#### تست های عملکرد کبد
تست های عملکرد کبد اغلب در بیماران مبتلا به بیماری های التهابی روده افزایش می یابد ، اغلب به صورت خفیف و معمولاً به سطح نرمال باز می گردند. این افزایش می تواند به دلیل سمیت کبدی یا کبد چرب ناشی از دارو باشد .

## درمان

### جراحی
در مورد بیماری های التهابی روده، که شامل کولیت اولسراتیو (UC) و بیماری کرون (CD) می شود، جراحی در مدیریت برخی شرایط نقش دارد، اما درمانی برای بیماری ها نیست.
کولیت اولسراتیو: جراحی به طور کلی اولین خط درمان برای کولیت اولسراتیو نیست. با این حال، اگر عوارضی مانند آبسه، تنگی یا فیستول ایجاد شود، ممکن است جراحی لازم باشد. در موارد شدید، روشی به نام پروکتوکولکتومی انجام می شود که شامل برداشتن کل کولون و رکتوم است. این عمل را می‌توان با ساخت کیسه ایلئومقعدی دنبال کرد، که ساختار جدیدی شبیه راست روده از روده کوچک ایجاد می‌کند تا امکان حرکات روده را فراهم کند، اگرچه این کار خطر پوچیت ، التهاب کیسه را کاملاً از بین نمی‌برد.
بیماری کرون: جراحی معمولاً برای عوارض یا موارد شدید سی دی اختصاص دارد و بیماری را درمان نمی کند. روش های رایج جراحی شامل برداشتن روده (برداشتن بخش بیمار روده)، تنگی پلاستی (بزرگ شدن بخش های باریک روده) و تشکیل استومای موقت یا دائمی (کولوستومی یا ایلئوستومی) است. پس از جراحی، بیماران ممکن است عود علائم بیماری کرون، به ویژه در ناحیه جراحی یا سایر بخش‌های روده را تجربه کنند که ماهیت مزمن بیماری را برجسته می‌کند.

### درمان های پزشکی
درمان بیماری های التهابی روده بسیار شخصی است و به نوع بیماری، شدت و پاسخ فرد به داروها بستگی دارد. درمان های اولیه معمول شامل داروهای ضد التهابی و کورتیکواستروئیدها مانند پردنیزون است. در موارد بیماری شدید یا مقاومت به داروهای استاندارد، درمان های بیولوژیکی (مهارکننده های TNF) و سرکوب کننده های ایمنی ممکن است استفاده شود .

### مدیریت تغذیه و رژیم غذایی
مداخلات غذایی می تواند نقش حمایتی در مدیریت علائم بیماری های التهابی روده داشته باشد، با پاسخ های فردی به رژیم های غذایی خاص متفاوت است. ممکن است برای رفع کمبودهای تغذیه‌ای رایج در بیماری های التهابی روده، از جمله ویتامین‌های B، D و مواد معدنی مانند منیزیم، روی و سلنیوم، به مکمل‌ها نیاز باشد. رژیم‌های غذایی محروم، مانند رژیم غذایی کربوهیدراتی خاص (SCD)، ممکن است به برخی از بیماران کمک کند، در حالی که مکمل‌های فیبر مانند پسیلیوم، ممکن است علائم را کاهش داده و با تأثیر مثبت بر میکروبیوت روده، به حفظ بهبودی کمک کند .

### میکروبیوم و درمان های جایگزین
میکروبیوم روده در بیماری های التهابی روده نقش دارد، با مطالعاتی که درمان هایی مانند آنتی بیوتیک ها، پروبیوتیک ها و پیوند میکروبیوتای مدفوعی (FMT) را بررسی می کند. شواهد برای این درمان ها متفاوت است، و اگرچه امیدوارکننده است، اما تحقیقات بیشتری برای اثبات اثربخشی و نقش آنها در مدیریت بیماری های التهابی روده مورد نیاز است.

### مداخلات روانشناختی
بیماران مبتلا به بیماری های التهابی روده اغلب افسردگی و اختلالات اضطرابی را تجربه می کنند که مداخلات روانشناختی مانند روان درمانی و مدیریت استرس می تواند برای آنها مفید باشد . با این حال، شواهد حمایت از این درمان ها برای مدیریت بیماری های التهابی روده محدود است، و استفاده از آنها باید بر اساس مورد به مورد ارزیابی شود. درمان با سلول های بنیادی و سایر درمان های جدید در دست بررسی هستند، اما کاربرد بالینی آنها همچنان تجربی است.
به طور کلی، در حالی که برخی از بیماران ممکن است از مداخلات جراحی سود ببرند، درمان‌های پزشکی و غیرجراحی با تحقیقات مداوم با هدف بهبود نتایج و کیفیت زندگی بیماران، پایه اصلی مدیریت بیماری های التهابی روده هستند.